# つがるロマン
つがるロマンは、ジャポニカ種に属する粳種のイネの品種及び米の銘柄名。1996年2月より青森県の奨励品種に指定され、その後30年近くにわたり津軽中央地帯を中心に生産されてきた。
名称は一般公募により8,861点の中から選ばれ、ふる里である津軽を発祥の地として、全国有数の銘柄に育って欲しいという生産者の願いや夢（ロマン）が託され、「つがるロマン」と命名された。
また、公募者の命名理由としては「津軽の土と太陽の恵みではぐくまれて、おいしいお米に育つようにという願いをこめて」であるという。

## 概要
耐冷性やいもち病抵抗性を維持しながらも、食味と品質を向上させ青森県産米グレードアップを担う品種として育成された。「あきたこまち」の子（「コシヒカリ」からみれば孫）にあたるため、食味及び品質に優れている。津軽中央地帯を中心に、津軽西北、さらに南部平野内陸地帯での気象・土壌条件の良好な適地で作付けされている。
県内統一した包装デザインにより、単品で通年販売されているため、青森県内での知名度は高く、青森米のエースとして位置付けられていた。
しかし、高温年において、胚乳部分に亀裂が生じ割れてしまう胴割米が発生しやすいことや、耐倒伏性が「あきたこまち」と同等程度で倒れやすい事などから、徐々に作付けが減少していた。その流れを受け、2022年に青森県米穀集荷協同組合ではつがるロマンの取り扱いを当年度限りで終了することを決定した（後述）。なお、後継品種としては、2022年４月に奨励品種指定された新品種「はれわたり」を採用する予定である。

## 特徴
育成地である青森県津軽地域における熟期は「中生の中」で、草型は中短稈・偏穂重型である。耐冷性は「やや強」、いもち病抵抗性は葉いもち、穂いもち共に「やや強」であり育成当時の品種の中では優れていた。ただし、2021年現在の農林水産植物種類別審査基準では障害型耐冷性は「中」、葉いもち病及び穂いもち病圃場抵抗性は「中」であり、後発品種である「まっしぐら」より劣っている。
倒伏抵抗性は「中」であり、従来品種「つがるおとめ」や、後発品種「まっしぐら」よりも倒伏しやすい。そのため、多肥条件を避けた慎重な追肥が求められる。
2006年頃より、高温登熟条件下での胴割米の発生による玄米品質低下が報告されるようになり問題となった。農研機構によって2019年に発表された研究では、寒冷地北部の農研機構東北農業研究センター、寒冷地南部に位置する福井県農業試験場、および登熟期間の気温がより高温となる農研機構西日本農業研究センターで3ヵ年試験を行った結果、寒冷地北部早生熟期の水稲品種における、胴割れ耐性「弱」の基準として選定された。
食味は、「つがるおとめ」に比べると粘りが強く、「あきたこまち」並みの良食味である。味や粘りなどの全体のバランスが良く、やさしい味わいなので和食によく合うと言われている。育成当時（1995年）に日本穀物検定協会に依頼して４つのサンプル（青森県農業試験場（黒石市）産2サンプル、平賀町産2ヵ所2サンプル）について行われた食味評価では、当時の基準米である滋賀県湖南産「日本晴」と比較し、平賀町産サンプルの１つが特Aランク（基準に比較し特に良好）相当の評価、他3サンプルがAランク（基準に比較し良好）相当の評価となった。ただし、奨励品種に指定され生産販売が始まった1996年以降、「つがるロマン」は日本穀物検定協会食味ランキング試験ではAランクに留まり続けている。

## 歴史

### 育成の経緯
かつて1988年に奨励品種に採用された「つがるおとめ」は、当時の青森県における良食味米品種として自主流通米の拡大と市場評価の確立に貢献したが、年によって乳白米や腹白米が発生しやすく、「もち米が混ざっている」というクレームが来ることもあったという。また、日本穀物検定協会による食味評価も「A’」ランクで他県産品種・銘柄米よりは劣っており、作付面積も伸び悩んでいた。そこで「つがるおとめ」に代わる、耐冷性・耐病性に優れ、安定多収型の良食味品種の開発目標にして、育成が進められた。
1985年8月、短強稈・多収で耐冷性・いもち病抵抗性が強い「ふ系141号」を種子親、「コシヒカリ」の良食味性を受け継いだ「あきたこまち」を花粉親とし、青森県農業試験場（現、青森県産業技術センター農林総合研究所）で交配を行い、145粒の種子を得た。
同年10月～翌年1986年3月にかけて、温室内でF1個体を16個体栽培し世代促進を行い、個体別に採種した。
1986年、温室で栽培した16個体から採種した種子（F2世代）をそれぞれ系統とし、5系統を選抜した。選抜した5系統に自殖由来の系統が含まれていないことを確認するため、各系統10個体を1本植えにし、残りの種子は1株数本植えで集団栽培した。その後、全系統を混合採種した。
1987年、前年度採種したF3世代集団を1株数本植えで約3,000個体を集団栽培し、混合採種した。
1988年、前年度採種したF4世代集団を圃場で1株1本植えにして約8,000個体を栽培し個体選抜を行った。立毛による圃場選抜では140個体を選抜、室内で米質調査を行うことで更に101個体を選抜し、次年度の系統種子とした。
1989年、前年度選抜した101個体をそれぞれ系統として、101系統について各系統60個体ずつ系統栽培した。また、葉いもち抵抗性検定も行った。ここから系統の固定度、稲の草型、出穂期、葉いもち抵抗性、玄米の品質等を総合的に評価することで16系統を選抜し、「黒908～923」の系統番号を付した。選抜した系統から1系統につき5個体を採種した。
1990年、前年度選抜した系統１つにつき選抜した5個体をそれぞれ系統とし、同一系統から選抜した系統を同じ系統群とした。すなわち、「黒908～923」を16の系統群とし、１系統群に対して5系統の栽培を行った。また、１系統辺り60個体栽培した。この年から生産力検定試験を行い、また葉いもち抵抗性、穂いもち抵抗性、障害型耐冷性等の特性検定試験、並びに現地適応性検定試験に供試した。それらの結果から「黒911」、「黒917」の2系統群を選抜した。選抜した系統群から各1系統を選抜し、選抜した系統から各5個体を選抜し採種した。
1991年、前年度と同様に選抜した2系統群について、1系統群につき5系統、各系統につき60個体を栽培した。前年に引き続き、生産力検定試験に供試したほか、葉いもち抵抗性、穂いもち抵抗性、障害型耐冷性、穂発芽性等の特性検定試験に供試した。そして総合的な特性の検討の結果、「黒917」を選抜し「青系115号」の地方番号を付した。
1992年以降、引き続き生産力検定試験及び特性検定試験に供試するとともに、青森県水稲奨励品種決定基本調査及び現地調査に供試し、奨励品種としての検討を開始した。
1995年まで奨励品種決定基本調査及び現地調査を継続した。その結果「青系115号」は、「つがるおとめ」より食味・品質ともに優れ、「つがるおとめ」に替わりうる栽培特性を有していることが示された。
1996年2月、青森県主要農作物奨励品種審査会において、「青系115号」が津軽中央地帯、津軽西北・南部平野内陸部の一部を普及対象に奨励品種として採用されることが決定された。
奨励品種採用に伴い、一般公募によって品種名を「つがるロマン」と命名した。

### 系譜[2][3]
|            |            |            |            |            |            |    |    |            |            |            |            |            |            |           |           |            |            |            |            |            |            |           |           |           |           |          |          |                            |          |  |  |          |          |          |          |            |            |            |            |            |            |         |         |              |              |              |              |              |              |           |           |           |           | 大系437   | 大系437   | 大系437 | 大系437 | 大系437 | 大系437 |    |    | 越南43号 （サンプク） | 越南43号 （サンプク） | 越南43号 （サンプク） | 越南43号 （サンプク） | 越南43号 （サンプク） | 越南43号 （サンプク） |  |  |
|            |            |            |            |            |            |    |    |            |            |            |            |            |            |           |           |            |            |            |            |            |            |           |           |           |           |          |          |                            |          |  |  |          |          |          |          |            |            |            |            |            |            |         |         |              |              |              |              |              |              |           |           |           |           | 大系437   | 大系437   | 大系437 | 大系437 | 大系437 | 大系437 |    |    | 越南43号 （サンプク） | 越南43号 （サンプク） | 越南43号 （サンプク） | 越南43号 （サンプク） | 越南43号 （サンプク） | 越南43号 （サンプク） |  |  |
|            |            |            |            |            |            |    |    |            |            |            |            |            |            |           |           |            |            |            |            |            |            |           |           |           |           |          |          |                            |          |  |  |          |          |          |          |            |            |            |            |            |            |         |         |              |              |              |              |              |              |           |           |           |           |           |           |         |         |         |         |    |    |                       |                       |                       |                       |                       |                       |  |  |
| アキホマレ | アキホマレ | アキホマレ | アキホマレ | アキホマレ | アキホマレ |    |    | アキヒカリ | アキヒカリ | アキヒカリ | アキヒカリ | アキヒカリ | アキヒカリ |           |           | トヨニシキ | トヨニシキ | トヨニシキ | トヨニシキ | トヨニシキ | トヨニシキ |           |           | レイメイ  | レイメイ  | レイメイ | レイメイ | レイメイ                   | レイメイ |  |  | 農林22号 | 農林22号 | 農林22号 | 農林22号 | 農林22号   | 農林22号   |            |            | 農林1号    | 農林1号    | 農林1号 | 農林1号 | 農林1号      | 農林1号      |              |              | PiNo-4       | PiNo-4       | PiNo-4    | PiNo-4    | PiNo-4    | PiNo-4    |           |           | F1      | F1      | F1      | F1      | F1 | F1 |                       |                       |                       |                       |                       |                       |  |  |
| アキホマレ | アキホマレ | アキホマレ | アキホマレ | アキホマレ | アキホマレ |    |    | アキヒカリ | アキヒカリ | アキヒカリ | アキヒカリ | アキヒカリ | アキヒカリ |           |           | トヨニシキ | トヨニシキ | トヨニシキ | トヨニシキ | トヨニシキ | トヨニシキ |           |           | レイメイ  | レイメイ  | レイメイ | レイメイ | レイメイ                   | レイメイ |  |  | 農林22号 | 農林22号 | 農林22号 | 農林22号 | 農林22号   | 農林22号   |            |            | 農林1号    | 農林1号    | 農林1号 | 農林1号 | 農林1号      | 農林1号      |              |              | PiNo-4       | PiNo-4       | PiNo-4    | PiNo-4    | PiNo-4    | PiNo-4    |           |           | F1      | F1      | F1      | F1      | F1 | F1 |                       |                       |                       |                       |                       |                       |  |  |
|            |            |            |            |            |            |    |    |            |            |            |            |            |            |           |           |            |            |            |            |            |            |           |           |           |           |          |          |                            |          |  |  |          |          |          |          |            |            |            |            |            |            |         |         |              |              |              |              |              |              |           |           |           |           |           |           |         |         |         |         |    |    |                       |                       |                       |                       |                       |                       |  |  |
|            |            |            |            | F1         | F1         | F1 | F1 | F1         | F1         |            |            |            |            |           |           |            |            |            |            | ふ系103号  | ふ系103号  | ふ系103号 | ふ系103号 | ふ系103号 | ふ系103号 |          |          |                            |          |  |  |          |          |          |          | コシヒカリ | コシヒカリ | コシヒカリ | コシヒカリ | コシヒカリ | コシヒカリ |         |         |              |              |              |              |              |              | 奥羽292号 | 奥羽292号 | 奥羽292号 | 奥羽292号 | 奥羽292号 | 奥羽292号 |         |         |         |         |    |    |                       |                       |                       |                       |                       |                       |  |  |
|            |            |            |            | F1         | F1         | F1 | F1 | F1         | F1         |            |            |            |            |           |           |            |            |            |            | ふ系103号  | ふ系103号  | ふ系103号 | ふ系103号 | ふ系103号 | ふ系103号 |          |          |                            |          |  |  |          |          |          |          | コシヒカリ | コシヒカリ | コシヒカリ | コシヒカリ | コシヒカリ | コシヒカリ |         |         |              |              |              |              |              |              | 奥羽292号 | 奥羽292号 | 奥羽292号 | 奥羽292号 | 奥羽292号 | 奥羽292号 |         |         |         |         |    |    |                       |                       |                       |                       |                       |                       |  |  |
|            |            |            |            |            |            |    |    |            |            |            |            |            |            |           |           |            |            |            |            |            |            |           |           |           |           |          |          |                            |          |  |  |          |          |          |          |            |            |            |            |            |            |         |         |              |              |              |              |              |              |           |           |           |           |           |           |         |         |         |         |    |    |                       |                       |                       |                       |                       |                       |  |  |
|            |            |            |            |            |            |    |    |            |            |            |            | ふ系141号  | ふ系141号  | ふ系141号 | ふ系141号 | ふ系141号  | ふ系141号  |            |            |            |            |           |           |           |           |          |          |                            |          |  |  |          |          |          |          |            |            |            |            |            |            |         |         | あきたこまち | あきたこまち | あきたこまち | あきたこまち | あきたこまち | あきたこまち |           |           |           |           |           |           |         |         |         |         |    |    |                       |                       |                       |                       |                       |                       |  |  |
|            |            |            |            |            |            |    |    |            |            |            |            | ふ系141号  | ふ系141号  | ふ系141号 | ふ系141号 | ふ系141号  | ふ系141号  |            |            |            |            |           |           |           |           |          |          |                            |          |  |  |          |          |          |          |            |            |            |            |            |            |         |         | あきたこまち | あきたこまち | あきたこまち | あきたこまち | あきたこまち | あきたこまち |           |           |           |           |           |           |         |         |         |         |    |    |                       |                       |                       |                       |                       |                       |  |  |
|            |            |            |            |            |            |    |    |            |            |            |            |            |            |           |           |            |            |            |            |            |            |           |           |           |           |          |          |                            |          |  |  |          |          |          |          |            |            |            |            |            |            |         |         |              |              |              |              |              |              |           |           |           |           |           |           |         |         |         |         |    |    |                       |                       |                       |                       |                       |                       |  |  |
|            |            |            |            |            |            |    |    |            |            |            |            |            |            |           |           |            |            |            |            |            |            |           |           |           |           |          |          | つがるロマン （青系115号） |          |  |  |          |          |          |          |            |            |            |            |            |            |         |         |              |              |              |              |              |              |           |           |           |           |           |           |         |         |         |         |    |    |                       |                       |                       |                       |                       |                       |  |  |

### 品種登録出願
「つがるロマン」は1996年3月26日に品種登録出願され、2000年9月5日に品種登録された。

### 育成者権の消滅
「つがるロマン」の品種登録当時における育成者権の存続期間は20年であったため、2020年9月6日に育成者権は消滅し、一般品種となった。

### 後継品種への転換
青森県米穀集荷協同組合は2022年5月24日の通常総会で青森県産米の新品種「はれわたり」を、組合として「つがるロマン」の後継品種に位置付け、つがるロマンの取り扱いは2022年限りで終了する事業計画案など6議案を承認した。新品種「はれわたり」は2022年4月1日に青森県の奨励品種に指定されている。

## 備考
10月26日は全農あおもりが制定した、青森のお米「つがるロマン」の日である。
青森県弘前市の製菓メーカーラグノオささきでは、原材料に「つがるロマン」の米粉を使用した「ショコラろまん」という菓子を販売している。